# Patricia Rozema

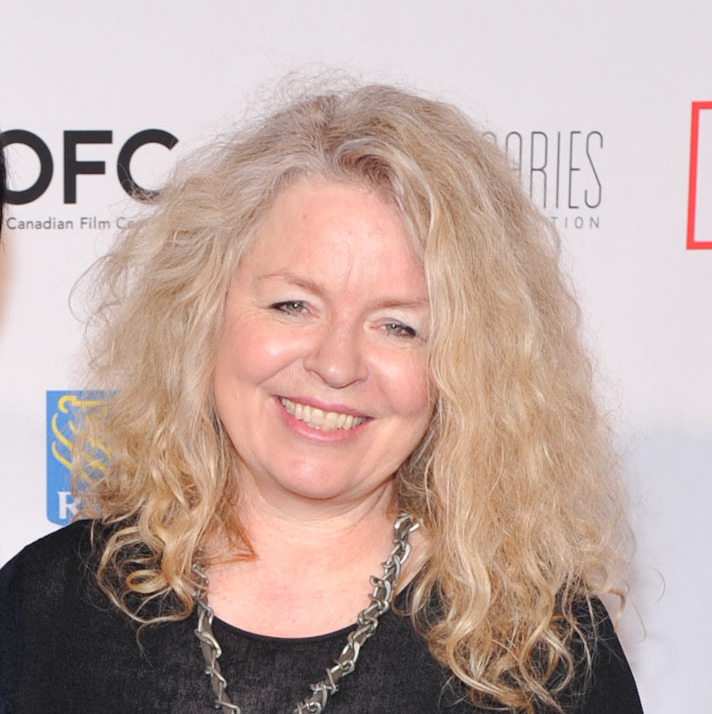
Patricia Rozema (2015)

Patricia Rozema (* 20. August 1958 in Sarnia, Ontario, Kanada) ist eine kanadische Regisseurin und Drehbuchautorin.
Nach einem Abschluss als Bachelor of Arts in Philosophy and English Literature des Calvin College in Grand Rapids, Michigan arbeitete die Tochter holländischer Eltern als Assistentin verschiedener Regisseure und wurde in ihrer Heimat immer öfter auch als Drehbuchautorin aktiv. Ihr gefeiertes Lesbendrama Wenn die Nacht beginnt war 1995 für den Goldenen Bären der Berliner Filmfestspiele nominiert, für die Episode „6 Gesten“ der Serie Yo-Yo Ma, Inspired by Bach erhielt sie einen Emmy.

## Filmografie (Auswahl)
- 1984: Urban Menace (Kurzfilm)
- 1985: Passion: A Letter in 16mm (Kurzfilm)
- 1986: Die Fliege (The Fly, 3rd Assistant Director)
- 1987: Gesang der Meerjungfrauen (I’ve Heard the Mermaids Singing)
- 1990: Das weiße Zimmer (White Room)
- 1991: Montréal vu par... (Segment Desperanto)
- 1995: Wenn die Nacht beginnt (When Night is Falling)
- 1995: Curtis’s Charm (Ausführende Produzentin)
- 1997: Yo-Yo Ma, Inspired by Bach (Fernsehserie, Episode „6 Gesten“)
- 1999: Mansfield Park
- 2000: This Might Be Good (Kurzfilm)
- 2003: Gefangene der Zeit (A Wrinkle In Time, Ausführende Produzentin)
- 2008: Kit Kittredge: An American Girl
- 2015: Into the Forest